# 愛丁堡慣用手量表
愛丁堡慣用手量表（縮寫：EHI）是用來評估一個人日常生活中慣用其中一手的傾向（又稱為偏手性）的量表，由於1971年發表。該量表由10項日常任務（如寫字、刷牙等）組成，透過他人觀察或是受試者自行填寫每項任務使用左手或右手的頻率，來評估受試者的慣用手傾向。由於受試者容易高估慣用手的使用頻率，因此自行填寫通常較不準確。

## 應用
許多學術研究與大眾文學中使用了愛丁堡慣用手量表，根據Google學術搜尋，該量表被引用了超過三萬次。在有關偏手性的文獻中，使用EHI的比例遠高於其他版本的量表。
然而許多學者對EHI不甚滿意。統計分析顯示，量表測試結果中「使用掃帚」和「打開箱子」這兩項實際上需要雙手並用的項目與其他八項的相關性非常低，而且「繪畫」和「寫字」的結果高度重疊。於是許多學者提出各自的改良版本，例如在「EHI-8」版本中，量表刪去了使用掃帚、打開箱子和繪畫三項，並增加了「使用滑鼠」的選項。

## 外部連結
- Mark S Cohen的線上慣用手調查表 （页面存档备份，存于）